# Лафайет, Жорж Вашингтон
Жорж Вашингтон де ла Файет (Лафайет) (24 декабря 1779, Париж — 29 ноября 1849, Курпале) — французский политик, сын Жильбера Лафайета.
Родился в семье французских аристократов Жильбера дю Мотье, маркиза де Лафайета и Адриенны де Лафайет, дочери 5-го герцога де Ноай. Отец — герой Войны за независимость США — назвал сына в честь своего друга Джорджа Вашингтона. Мальчик рос во Франции, однако после событий сентября 1792 года был вынужден скрываться, и в 1795 году был переправлен в США. Учился в Гарварде и некоторое время жил в семье Джорджа Вашингтона.
В 1798 году вернулся из США. В 1800—1807 годах воевал в армии Наполеона, был адъютантом генерала Груши. С 1815 года — депутат Палаты депутатов Франции, придерживался либеральных взглядов. Во время Июльской революции 1830 года — адъютант своего отца, командовавшего Национальной гвардией. В 1848 году был вице-президентом Национального учредительного собрания (l’assemblée constituante).
Был женат на Франсуазе Эмилии Дестют де Траси, дочери философа Антуана Дестюта де Траси. Оба сына — Оскар и Эдмон — также стали политиками.